# Wolf 940
Wolf 940 ist ein rund 40 Lichtjahre von der Erde entferntes System aus einem Roten Zwerg und einem Braunen Zwerg. Die beiden Objekte sind durch etwa 32 Bogensekunden (ca. 400 AE) voneinander getrennt.
Die Entdeckung des kühlen Begleiters Wolf 940 B wurde im Februar 2009 von einem internationalen Astronomenteam um Ben Birmingham bekannt gegeben. Wolf 940 B gehört der Spektralklasse T8.5 an; seine Oberflächentemperatur wird auf etwa 600 Kelvin geschätzt. Damit handelt es sich bei diesem Braunen Zwerg um eines der kühlsten substellaren Objekte, das bislang entdeckt wurde. Seine Masse wird mit 20 bis 30 Jupitermassen angegeben.